# Tornet (TV-serie)
Tornet, i original Der Turm, är en TV-film från 2012 som visades i ARD i två delar. Den har Uwe Tellkamps bok Tornet som förlaga
I handlingens centrum står läkaren Richard Hoffmann och hans familj i ett borgerligt villakvarter i Dresden. Boken utspelar sig 1982-1989 och speglar genom familjen de sista sju åren i Östtyskland innan Berlinmurens fall. Den skildrar olika delar av det östtyska samhället: ungdomsrörelsen, utbildningsväsendet, militären, vården, de intellektuella och familjen.
I rollerna bland andra Jan Josef Liefers, Nadja Uhl, Sebastian Urzendowsky och Claudia Michelsen.
1. 1 2 3 4  hämtat från: tyskspråkiga Wikipedia.[källa från Wikidata]
2. ↑  hämtat från: nederländskspråkiga Wikipedia.[källa från Wikidata]
3. ↑  hämtat från: svenskspråkiga Wikipedia.[källa från Wikidata]
4. ↑  Internet Movie Database, läs online, läst: 17 augusti 2016.[källa från Wikidata]
5. ↑  Fernsehserien.de, Fernsehserien.de-ID: der-turm, läs online, läst: 28 maj 2020.[källa från Wikidata]